# Finlandia en los Juegos Olímpicos de Amberes 1920
Finlandia estuvo representada en los Juegos Olímpicos de Amberes 1920 por un total de 63 deportistas que compitieron en 9 deportes.  
El portador de la bandera en la ceremonia de apertura fue el pentatleta Emil Hagelberg.

## Medallistas
El equipo olímpico finlandés obtuvo las siguientes medallas:
| Nombre                                                                       | Deporte            | Competición                                |
| ---------------------------------------------------------------------------- | ------------------ | ------------------------------------------ |
| Oro                                                                          |                    |                                            |
| Paavo Nurmi                                                                  | Atletismo          | 10 000 m M                                 |
| Paavo Nurmi                                                                  | Atletismo          | Campo a través ind. M                      |
| Frederick Koskenniemi Heikki Liimatainen Paavo Nurmi                         | Atletismo          | Campo a través por eqs. M                  |
| Hannes Kolehmainen                                                           | Atletismo          | Maratón M                                  |
| Elmer Niklander                                                              | Atletismo          | Disco M                                    |
| Jonni Myyrä                                                                  | Atletismo          | Jabalina M                                 |
| Eero Lehtonen                                                                | Atletismo          | Pentatlón M                                |
| Frans Pörhölä                                                                | Atletismo          | Peso M                                     |
| Vilho Tuulos                                                                 | Atletismo          | Triple salto M                             |
| Oskar Friman                                                                 | Lucha grecorromana | 60 kg M                                    |
| Eemil Väre                                                                   | Lucha grecorromana | 67,5 kg M                                  |
| Adolf Lindfors                                                               | Lucha grecorromana | +82 kg M                                   |
| Kalle Anttila                                                                | Lucha libre        | 67,5 kg M                                  |
| Eino Leino                                                                   | Lucha libre        | 75 kg M                                    |
| Ludowika Jakobsson Walter Jakobsson                                          | Patinaje artístico | Parejas                                    |
| Plata                                                                        |                    |                                            |
| Paavo Nurmi                                                                  | Atletismo          | 5000 m M                                   |
| Armas Taipale                                                                | Atletismo          | Disco M                                    |
| Urho Peltonen                                                                | Atletismo          | Jabalina M                                 |
| Elmer Niklander                                                              | Atletismo          | Peso M                                     |
| Heikki Kähkönen                                                              | Lucha grecorromana | 60 kg M                                    |
| Taavi Tamminen                                                               | Lucha grecorromana | 67,5 kg M                                  |
| Arthur Lindfors                                                              | Lucha grecorromana | 75 kg M                                    |
| Edil Rosenqvist                                                              | Lucha grecorromana | 82 kg M                                    |
| Väinö Penttala                                                               | Lucha libre        | 75 kg M                                    |
| Yrjö Kolho Kaarlo Lappalainen Robert Tikkanen Nestori Toivonen Karl Wegelius | Tiro               | Blanco móvil 100 m tiro único por eqs. M   |
| Bronce                                                                       |                    |                                            |
| Heikki Liimatainen                                                           | Atletismo          | Campo a través ind. M                      |
| Paavo Jaale-Johansson                                                        | Atletismo          | Jabalina M                                 |
| Hugo Lahtinen                                                                | Atletismo          | Pentatlón M                                |
| Matti Perttilä                                                               | Lucha grecorromana | 75 kg M                                    |
| Martti Nieminen                                                              | Lucha grecorromana | +82 kg M                                   |
| Arvo Aaltonen                                                                | Natación           | 200 m braza M                              |
| Arvo Aaltonen                                                                | Natación           | 400 m braza M                              |
| Yrjö Kolho Robert Tikkanen Nestori Toivonen Vilho Vauhkonen Karl Wegelius    | Tiro               | Blanco móvil 100 m tiro doble por eqs. M   |
| Voitto Kolho Kaarlo Lappalainen Veli Nieminen Vilho Vauhkonen Karl Wegelius  | Tiro               | Rifle en posición tendida 300 m por eqs. M |